# Damário Dacruz
Damário Dacruz (Salvador, 27 luglio 1953 – Salvador, 21 maggio 2010) è stato un poeta, fotografo e giornalista brasiliano.

## Biografia
È nato a Salvador ed è vissuto nella città di Cachoeira, nel Recôncavo baiano.
È autore della poesia Todo Risco (Rischiare tutto) e uno dei principali esponenti della generazione di poeti di Bahia degli anni settanta e ottanta.
È morto il 21 maggio 2010, vittima del cancro ai polmoni.

## Opere
Ha pubblicato tre libri di poesia, tra i quali Il segreto degli aquiloni (2003), e circa 30 manifesti poetici con più di 100 000 copie vendute.